# Tomatenschwamm
Tomatenschwamm ist ein Lebensmittelersatz für Tomaten. Es besteht in der Regel aus einer Mischung von Tomatenmark und Stärke, die sich mit Wasser aufschwemmen lässt. Der Vorteil gegenüber frischen Tomaten liegt in der höheren Formbarkeit, dem leichten Entzug bzw. Zusatz von Wasser und der damit verbundenen Erleichterung beim Transport.

Anwendung findet Tomatenschwamm vor allem in der Produktion von Fertig- und Tiefkühlgerichten.